# ウィリアム・ネヴィル (初代ケント伯爵)
ウィリアム・ネヴィル（William Neville, 1410年頃 - 1463年1月9日）は、イングランドの貴族であり軍人。最初フォーコンバーグ男爵で、後にケント伯に叙される。ガーター勲章受勲者。

## 若き日の生活
1410年頃、ウェストモーランド伯ラルフ・ネヴィルと彼の2番目の妻ジョウン・ボーフォートとの2番目の息子として生まれた。彼の母ジョウンは、ジョン・オブ・ゴーント（国王エドワード3世の息子）とキャサリン・スウィンフォードの娘である。ウィリアムはつまり、エドワード3世の曾孫（great-grandson）と言える。ただし、ジョウンとの結婚に際してのボーフォート家の条件として、ウィリアムやその子孫には王位継承権は与えられていなかった。
ウィリアムはネヴィル家の「たくさんいる息子の1人」であったため、フォーコンバーグ男爵家の跡取り娘と結婚し、フォーコンバーグ男爵の称号を手に入れた（このあたりの経緯は、甥のリチャード・ネヴィルがウォリック伯の跡取り娘と結婚してウォリック伯になったのと同じやり方である）。ウィリアムの結婚は、1422年以前のどこかで執り行われた。妻ジョウンは彼より4歳年上で、記録には「生まれつき馬鹿者（idiot from birth）」と記されている。フォーコンバーグの地所は北ヨークシャー、ネヴィル家の勢力圏の中心にあった。

## ランカスター派への忠誠
ウィリアムはヘンリー6世統治下の早い時期には、軍人としてのそこそこのキャリアを重ねていたようである。
- 1426年 5月：騎士に叙される。
- 1435年  　：スコットランドの国境に赴任。
- 1436年  　：ヨーク公リチャードと共にフランスに赴任。（後にウィリアムの忠誠を受ける男との最初の接触）
- 1439年まで：フランスで、タルボット・スカレス卿と一緒の野戦指揮官。
- 1440年  　：ガーター勲章受勲
- 1443年までのどこか：イングランドに帰任。
- 1443年3月7日：ロックスバラ城の守備に赴任。

彼は辺境維持のための俸給として、国庫から平時には年間1000ポンド（2005年の価値に換算して100万ポンド）、スコットランドとの戦時であればその倍を与えられていた。だが、1449年に外交使節の一員としてフランスに戻り、1449年5月にノルマンディーのラルク港で捕えられた。フランスで囚われ2年間、彼は城の維持を自費でまかなってきた。だが1449年に俸給を受けたにもかかわらず、1451年には4109ポンドの負債ができており、一部の支払いを余儀なくされた。
1453年、8000エキュ（現在の価値で2〜3千万円以上）の身代金を払って解放された。彼はまだロックスバラ城を持っていたが、城の維持のための出費とフランスに監禁された事による減収で、貧しくなっていた。今や彼は国庫から1000ポンドを借りていた。そこで彼はニューキャッスルの地所について俸給を受け取って支払った。この時の支払額は借受金には足りなかったが、彼には収入の見込みがなかったのである。グリフィス曰く、
「彼の物語で注目に値するのは、ランカスターの王権が（彼の）忠誠を受けられていた事だろう。」

## 離反
この時までは彼はランカスター家の忠実な支持者に見受けられる。だが、この後の2年で彼の忠誠は揺らいでいく。彼はヘンリー6世の2度目の狂気の期間に、ヨーク公リチャードの評議会のメンバーであった。薔薇戦争勃発当初の1455年のセント・オールバーンズの戦いではランカスター派の貴族であったが、戦闘後にヨーク公によってウィンザー城の共同の治安官に指名された。
なぜランカスター派から離反してヨーク派に付いたかは不明である。ヨーク公が他の貴族への便宜を図ってフォーコンバーグの忠誠心を増したのかもしれない。いずれにせよネヴィル家の一員であるフォーコンバーグとしては、義弟（妹セシリー・ネヴィルの夫）であるヨーク公を支持する血縁的理由もあった。また、甥のウォリック伯はセント・オールバーンズの戦い以来その名声を高めており、フォーコンバーグは向こう5年間は「ウォリック伯の叔父」と位置づけられるだろう。甥の名声が高まるにつけ「辺境のロックスバラ城守備」という待遇は、彼をいらだたせたに違いない。
1455年から1460年のうちに、フォーコンバーグはヨーク派陣営のメンバーとしての地位を強固にし、ウォリック伯の同盟者としての姿勢を明確にした。1457年に彼はウォリック伯（この時カレーの長官）の代理として、ウォリック伯と合流している。ウォリック伯はカレーを海賊的行為のための基地として使っており、フォーコンバーグは進んで手伝っていたようである。彼は1458年にイングランドにいて、5月にロンドンで短期間収監されている。だが、すぐにウォリックによって保釈されて、カレーに戻った。

## ヨーク派の隊長
1459年のラドフォードでの大敗の後、彼はウォリック伯がカレーの支配を取り戻す手伝いをしている。1460年6月、彼はヨーク派のイングランド侵略の足がかりにするために、サンドウィッチを攻略してそこを確保した。この港は橋頭堡として使用される事になっており、6月26日にはマーチ伯エドワード（ヨーク公リチャードの長男、後のエドワード4世）と ソールズベリー伯（彼の兄）とウォリック伯が合流してきた。
7月初旬までに彼らはロンドンにいて、7月3日に兵数1万人以上に膨れ上がったヨーク派軍は、フォーコンバーグによって指揮されて北進し、7月10日にノーサンプトンでヘンリー6世の軍と対戦した。ヨーク派陸軍は伝統に則って、フォーコンバーグ、マーチ伯エドワード、ウォリックによって指揮される「3軍」に分かれた。フォーコンバーグは攻撃の間に前衛（先行する軍）を指揮して、そして右翼軍を形成した。彼の勇敢さと背の低さは、ヨーク派のこんな歌に残っている。
「ちっちゃなフォーコンバーグ卿は、とっても偉大な騎士」
ノーサンプトンでの戦勝後、ウォリック伯はイングランドに残り、フォーコンバーグは代官としてカレーに戻っている。そのおかげでフォーコンバーグはウェイクフィールドの戦いと第2次セント・オールバーンズの戦いの大敗を免れた。彼は1461年の初めにイングランドに戻り、ロンドンで新たに戴冠したエドワード4世に合流した。3月11日、彼はヨーク派の前衛を率いて北進し、3月29日にはノーサンプトンの戦い同様にタウトンの戦いでも前衛として戦った。ここでの勝利が、ヨーク派の支配を確定的なものにした。

## 勝利の戦利品
勝利の報酬は続いた。彼は王の評議会のメンバーにされて、そして北部の代官に任命された。11月1日にケント伯に列せられ、王家の侍従にも任命された。1462年の7月には海軍司令長官（Lord High Admiral）に任命され、その年の8月には西国に46の荘園（領地）を与えられた。
エドワード4世は、陸海戦両方で彼を頼った。タウトンでの勝利の後、彼はノーサンバランドにおける王権の段階的な確立に参加し、1461年の夏にはニューカッスルで120人の駐屯部隊の兵を率いて、そして1462年11月にはアニック（Alnwick）の包囲攻撃にも参加した。これらの間にも彼はカレーに戻り、1462年8月にブルターニュの海岸を襲撃し、ブレストの近くのラ・コンクェストを焼き払い、レ島（Île de Ré 、英語でIle de Re）を襲撃した。
彼は1463年1月9日に亡くなり、遺体はフォーコンバーグ領の中央に位置するギスボロウ修道院に埋葬された。彼の妻は1490年に84歳で亡くなった。彼には3人の娘と、1人の認知した私生児トーマス・ネヴィルがいた。彼はThe Bastard of Fauconberg（フォーコンバーグの庶子）として知られ、後にエドワード4世治下で反乱を主導する事になる。
ウィリアム・ネヴィルはヨーク派が政権に上り詰める過程において過小評価されている人物である。軍の指揮官としては有名なウォリック伯よりも成功していて、彼の評判はグッドマンの言葉で要約される。
「百年戦争のどんな歴戦の勇士も、薔薇戦争中にこれほど抜群の戦功は挙げられなかった。」